# Бенфейта
Бенфейта (порт. Benfeita)  —  район (фрегезия) в Португалии,  входит в округ Коимбра. Является составной частью муниципалитета  Арганил. По старому административному делению входил в провинцию Бейра-Литорал. Входит в экономико-статистический  субрегион Пиньял-Интериор-Норте, который входит в Центральный регион. Население составляет 503 человека на 2001 год. Занимает площадь 22,10 км².